# Kupning

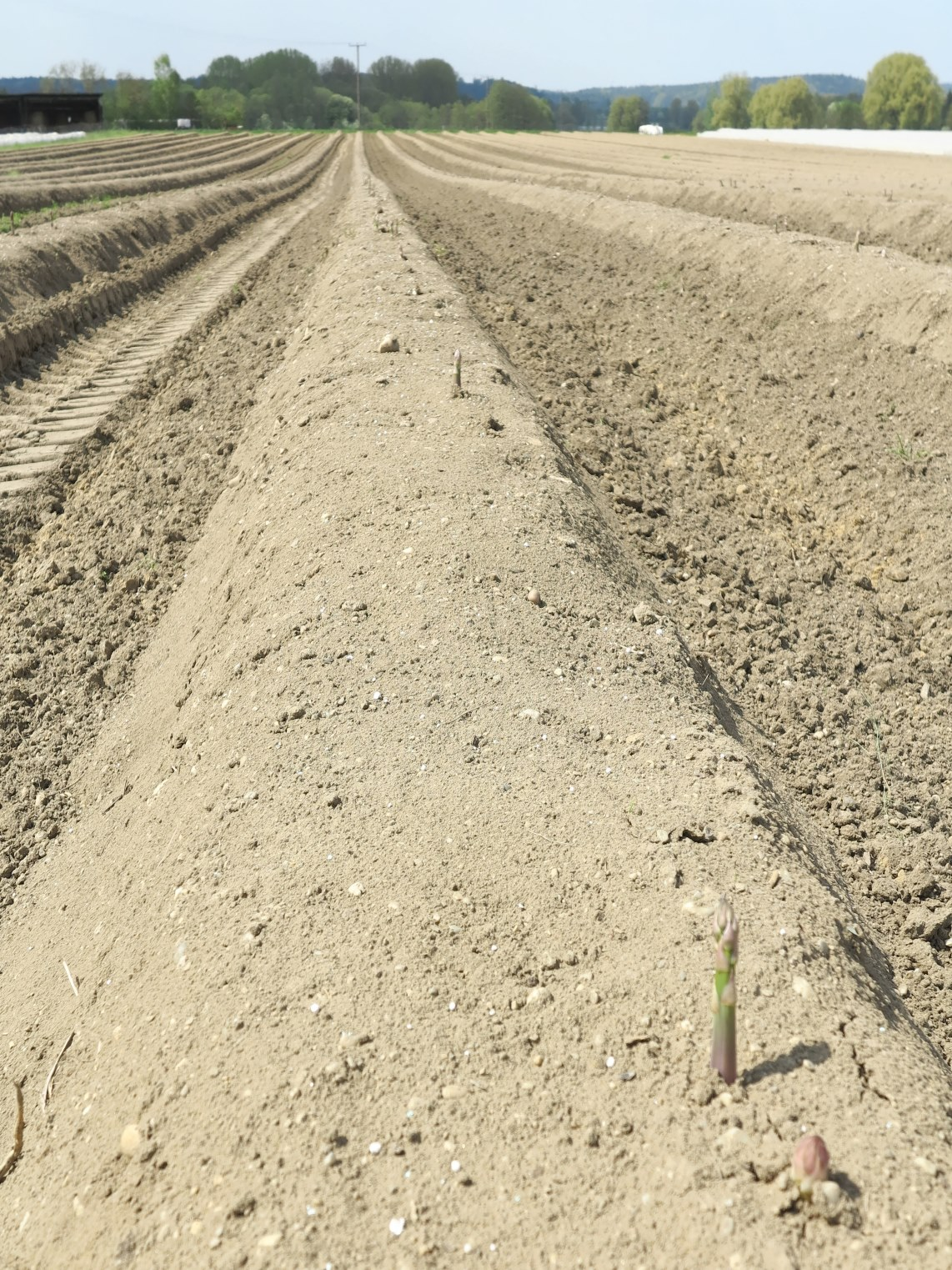
Sparrisodling

Kupning innebär att jord läggs upp så att rötter eller rotknölar inte ska hamna ovan jord. I synnerhet potatis kan behöva kupas, eftersom den förstörs – blir grön, giftig och oätlig – om den nås av solljuset. Kupningen utförs med årder eller hacka när potatisblasten börjar synas. Alla delar av potatisplantan som nås av ljuset blir giftiga.
En annan gröda, som kräver kupning är vit sparris.